# Coro Monte Cauriol
Il Coro Monte Cauriol è un coro maschile italiano fondato nel 1950; esegue principalmente elaborazioni di canti popolari.

## Storia
Il Coro Monte Cauriol nasce a Genova ad opera di alcuni studenti della Facoltà di Ingegneria che, appassionati di montagna e di canti alpini, nell'anno accademico 1949/1950 si riunivano a cantare le canzoni già rese note dal Coro della SAT di Trento, capostipite di questo genere musicale. 
Nel 1950 inizia l'attività ufficiale con il primo concerto. 
Il Coro prende nome dal monte Cauriol, che si trova in Trentino, in Val di Fiemme, appartenente alla catena dei Lagorai; questo monte è conosciuto soprattutto per la sua importanza strategica durante la prima guerra mondiale e per la canzone che ispirò agli Alpini che vi combatterono.
Il Coro, diretto da Armando Corso, negli anni è andato formandosi un repertorio autonomo, inizialmente costituito da canti di montagna e degli Alpini, progressivamente ampliato fino a comprendere oltre 240 pezzi. Questo patrimonio musicale si è costituito sulla base di armonizzazioni per la massima parte dovute allo stesso Armando Corso, ma anche al maestro Agostino Dodero, e più recentemente al figlio di Armando, Massimo Corso, direttore del Coro dal 2013. Hanno collaborato alla direzione in veste di vice maestri Marco Oldrini, Stefano Tortora, Oreste Durand e Gianni Andreoli.
Nel 1960 il Coro si aggiudica il “Campano d'argento”, il massimo riconoscimento dell'epoca nel settore e viene invitato dalla RCA Italiana ad incidere il proprio repertorio. Nascono così otto album a carattere monotematico. 
Tra il 1990 e il 2003 il Coro incide sei nuovi CD, tra cui Per terre assai lontane – canti di emigrazione, pubblicato in occasione di “Genova Capitale europea della Cultura per il 2004”, Daghela avanti un passo... - canti del Risorgimento pubblicato nel 2007 in occasione delle celebrazioni garibaldine e risorgimentali svoltesi a Genova e nel 2011 Coro Monte Cauriol in Concerto, disco dal vivo registrato al Teatro Carlo Felice di Genova in occasione del tradizionale concerto tenuto annualmente dal Coro.
Il repertorio del Coro Monte Cauriol, con testi e armonizzazioni, è raccolto nel “Canzoniere”, definito dalla critica “sicuro punto di riferimento per la coralità nazionale”.

## Tournée
Il coro si è esibito in tutta Italia e all'estero, ed ha all'attivo oltre 1200 concerti.

## Discografia
- Dodici canti della Grande Guerra (1961)
- I canti dell'osteria (1962)
- I canti della naja (1963)
- I canti del rifugio (1964)
- I canti delle nostre montagne (1965)
- I canti dei nostri Alpini nella prima e seconda Guerra Mondiale (1967)
- I canti di Natale (1967)
- I canti dell'allegria (1970)
- È Natale in tutto il mondo (1978)
- I Canti Maledetti (1982)
- 40 Anni con il Cauriol (1992)
- Armonie... (1998)
- Ta-pum[1] (2001)
- Storie d'Amore (2001)
- Auguri Cauriol - Quarantesimo (2002)
- Monte Cauriol (2002)
- Alpini... Sempre!! (2002)
- "È Natale" - Canti dal mondo (2002)
- Per terre assai lontane (2004)
- Daghela avanti un passo - Canti del Risorgimento (2007)
- Coro Monte Cauriol in Concerto (dal vivo) (2011)
- In guerra e in pace (2018)

## Scelte musicali
Il Coro Monte Cauriol si pone come principale obiettivo la ricerca, la conservazione e la divulgazione del canto di montagna e popolare, in riferimento alla tradizione stilistica del “canto di montagna” inteso come canto corale armonizzato per voci virili (tenori primi, tenori secondi, baritoni e bassi) derivato dalle antiche forme di espressione musicale diffuse nelle regioni alpine.
Il repertorio è prevalentemente costituito da brani musicali e testi di autore anonimo, le cui origini, spesso di difficile e incerta determinazione e datazione, sono da ricercarsi nella tradizione musicale italiana ed europea. Tali brani, tramandati con adattamenti e variazioni dalla trasmissione orale, e poi trascritti, registrati o ricostruiti grazie all'impegno di musicisti e studiosi, sono presentati dal coro in vesti armoniche rispettose della linea melodica riconosciuta come originale. Accanto a questi sono stati accolti altri canti di origine popolare provenienti da aree geografiche più lontane ed alcuni brani d'autore ormai entrati nella tradizione esecutiva che, secondo la sensibilità ed il gusto del coro, hanno mantenuto la genuinità e la freschezza del canto popolare.
Il materiale così scelto viene proposto in esecuzioni che si rifanno al canto corale spontaneo: l'uso di costruzioni armoniche più complesse e di ricercatezze vocali più sofisticate, è unicamente finalizzato a valorizzare con coerenza interpretativa il contenuto delle melodie e dei testi originari.